# Ariana Afghan Airlines
Ariana Afghan Airlines Co. Ltd. (en persa: هواپیمایی آریانا‎, en pastún: آريانا افغان هوايي شرکت‎), también conocida como Ariana, es la aerolínea más grande de Afganistán y sirve al país como aerolínea nacional. Fundada en 1955, Ariana es la aerolínea más antigua de Afganistán. La compañía tiene su base principal en Aeropuerto Internacional de Kabul, desde donde opera a nivel nacional, y también proporciona conexiones internacionales que enlazan a Afganistán con China, India, Irán, Pakistán, Rusia, Arabia Saudí y Turquía. Tiene su sede en Shāre Naw, Kabul, y es propiedad total del gobierno afgano.
Ariana Afghan Airlines ha estado en la lista de compañías aéreas prohibidas en la Unión Europea desde octubre de 2006.

## Destinos
Destinos de Ariana Afghan Airlines (a agosto de 2014):
| Destinos de Ariana Afghan Airlines | Destinos de Ariana Afghan Airlines | Destinos de Ariana Afghan Airlines | Destinos de Ariana Afghan Airlines | Destinos de Ariana Afghan Airlines             | Destinos de Ariana Afghan Airlines |
| Ciudad                             | País                               | IATA                               | ICAO                               | Aeropuerto                                     | Refs                               |
| ---------------------------------- | ---------------------------------- | ---------------------------------- | ---------------------------------- | ---------------------------------------------- | ---------------------------------- |
| Ankara                             | Turquía                            | ESB                                | LTAC                               | Aeropuerto Internacional Esenboğa              | [ 8 ]                              |
| Bakú                               | Azerbaiyán                         | GYD                                | UBBB                               | Aeropuerto Internacional Heydar Aliyev         | [ 8 ]                              |
| Delhi                              | India                              | DEL                                | VIDP                               | Aeropuerto Internacional Indira Gandhi         | [ 8 ]                              |
| Dubái                              | Emiratos Árabes Unidos             | DXB                                | OMDB                               | Aeropuerto Internacional de Dubái              | [ 8 ]                              |
| Herat                              | Afganistán                         | HEA                                | OAHR                               | Aeródromo de Herat                             | [ 10 ]                             |
| Estambul                           | Turquía                            | IST                                | LTFM                               | Aeropuerto de Estambul                         | [ 8 ]                              |
| Yeda                               | Arabia Saudí                       | JED                                | OEJN                               | Aeropuerto Internacional Rey Abdulaziz         | [ 8 ]                              |
| Kabul                              | Afganistán                         | KBL                                | OAKB                               | Aeropuerto Internacional de Kabul [Hub]        | [ 8 ]                              |
| Kandahar                           | Afganistán                         | KDH                                | OAKN                               | Aeropuerto Internacional de Kandahar           | [ 8 ]                              |
| Kuwait                             | Kuwait                             | KWI                                | OKBK                               | Aeropuerto Internacional de Kuwait             | [ 8 ]                              |
| Mashhad                            | Irán                               | MHD                                | OIMM                               | Aeropuerto Internacional de Mashhad            | [ 8 ]                              |
| Mazar-e Sarif                      | Afganistán                         | MZR                                | OAMS                               | Aeropuerto de Mazar-e Sarif                    | [ 10 ]                             |
| Moscú                              | Rusia                              | SVO                                | UUEE                               | Aeropuerto Internacional de Moscú-Sheremétievo | [ 8 ]                              |
| París                              | Francia                            | CDG                                | LFPG                               | Aeropuerto de París-Charles de Gaulle          | [ 8 ]                              |

## Flota

### Flota Actual

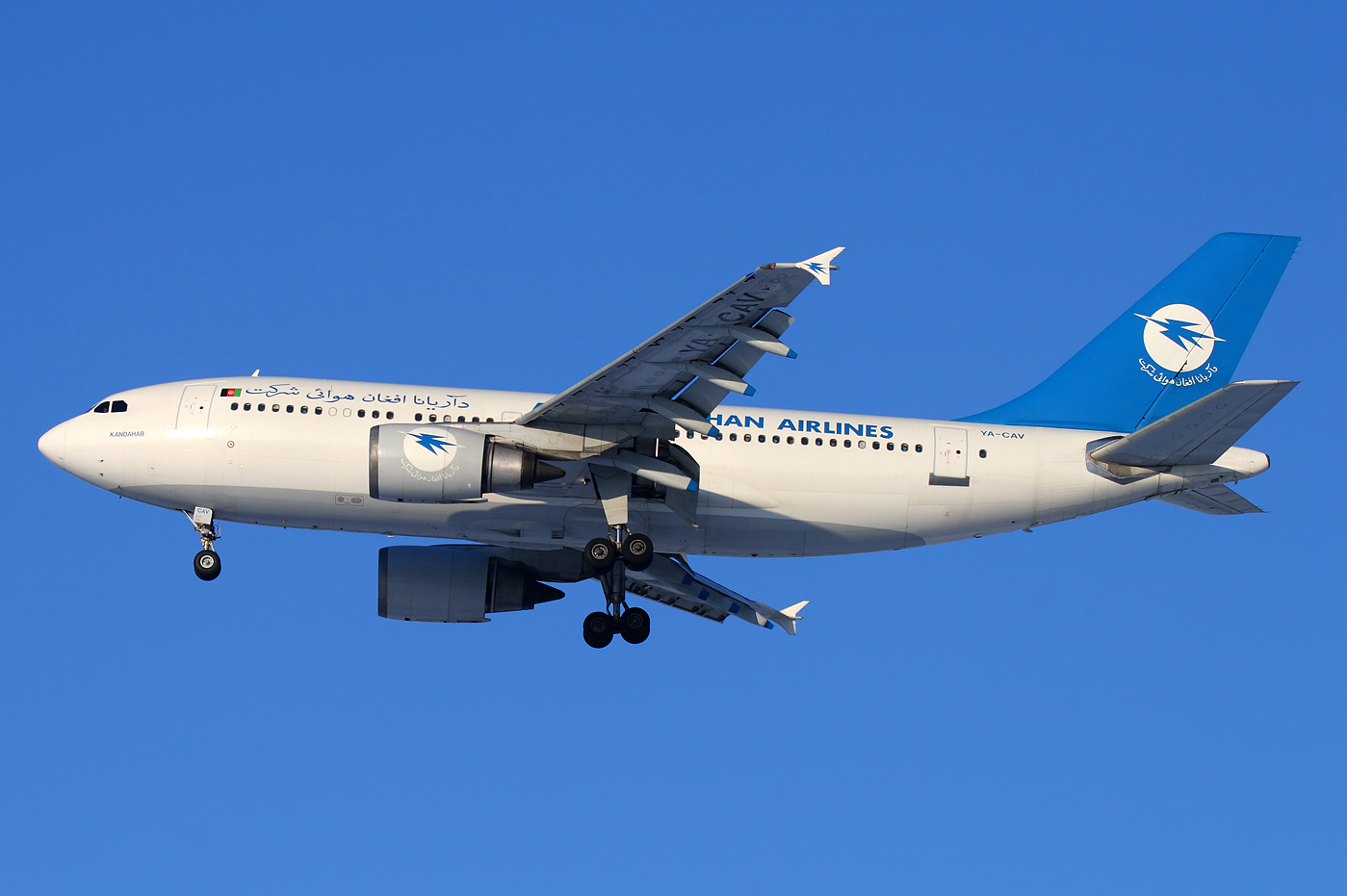
Un Airbus A310-300 de Ariana Afghan Airlines en el Aeropuerto Internacional de Moscú-Sheremétievo en 2010.

La flota de Ariana Afghan Airlines se compone de las siguientes aeronaves, con una edad media de 31,7 años (a agosto de 2024):

### Flota Histórica

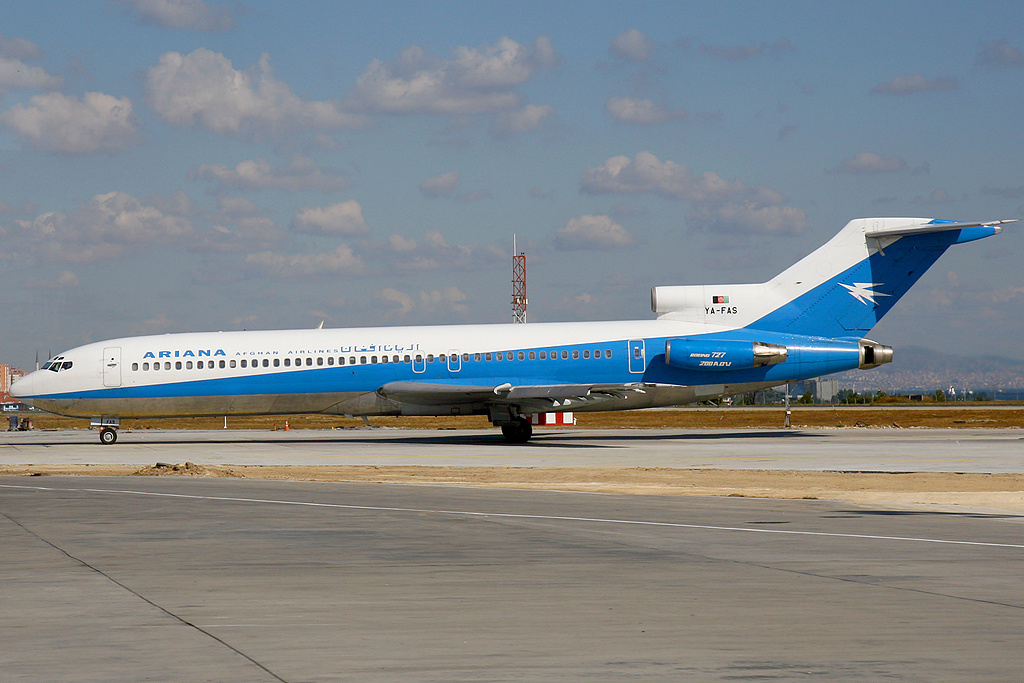
Un Boeing 727-200 Advanced de Ariana Afghan Airlines en el Aeropuerto Internacional Atatürk en 2006.

Ariana operó el siguiente equipamiento a lo largo de su historia:

## Accidentes e incidentes
De acuerdo a Aviation Safety Network, hasta octubre de 2012 Ariana Afghan ha perdido 19 aviones involucrados en 13 eventos, siete de ellos mortales. Las víctimas ascendieron a 154. La siguiente lista incluye los incidentes que condujeron a al menos una víctima mortal, dando lugar a la pérdida de la aeronave en cuestión, o ambos.

## Lectura adicional
- «Piloting Afghanistan to a prosperous future». BBC News. 9 de febrero de 2008. Archivado desde el original el 11 de julio de 2013. Consultado el 17 de enero de 2015.